# Imra Agotić
Imra Agotić (Gara, 1943. január 12. – Zágráb, 2012. március 18.) horvát tábornok, a horvátországi háború egyik horvát katonai parancsnoka volt.

## Élete
Agotić a szlavóniai Garán (Gorjani) született, majd a Jugoszláv Néphadsereg Katonai Akadémiáján tanult. 1991 júliusában, a horvátországi háború kitörésekor az 5. hadtest kémelhárító szolgálatának tagja volt, majd csatlakozott az alakulóban levő Horvát Nemzeti Gárdához, és 1991 augusztusában annak első parancsnoka lett. 1991 októberében Franjo Tuđman elnök vezérőrnagyi rangra emelte, és a Jugoszláv Néphadsereg tűzszüneti főtárgyalójává tette. Ezt a szerepet Agotić a végső tűzszünet 1992. januári aláírásáig sikeresen betöltötte. A nyilvánosság számára is ismertté vált Agotić ekkor lett a horvát légierő és légvédelem első parancsnoka. Továbbra is a légierő irányítója maradt, majd 1995-ben altábornaggyá léptették elő.
1996 és 2000 között a Horvát Köztársaság Fegyveres Erői Vezérkarának a légierőért felelős parancsnokhelyettese. 2000-ben Stjepan Mesićnek, Horvátország elnökének védelmi és katonai tanácsadójává nevezték ki és hadseregtábornoki fokozatba léptették elő. 2002-ben vonult vissza az aktív katonai szolgálattól. 2003 és 2005 között az elnök nemzetbiztonsági tanácsadójaként dolgozott. 2003-ban Slobodan Milošević ellen vallott az volt Jugoszláviával foglalkozó nemzetközi büntetőtörvényszék (ICTY) előtt.
Agotićot a Haza Háborús Emlékéremmel, a Hazai Hálája Emlékéremmel, a Nikola Šubić Zrinski Érdemrenddel, a Jelačić Bán Renddel, a Horvát Egység Renddel, valamint a Villám hadműveletért, a 95’ Nyár hadműveletért és a Vihar hadműveletért érdemrendekkel tüntették ki. 2006-ban tagja lett a Horvátországi Elnöki Hivatal Katonai Kitüntetések Bizottságának, amely a katonai kitüntetések odaítélésével foglalkozott, majd 2010-ben a bizottság elnökévé nevezték ki. Zágrábban halt meg 2012. március 18-án, a Mirogoj temetőbe temették.

## Fordítás
Ez a szócikk részben vagy egészben  az   Imra Agotić című angol Wikipédia-szócikk ezen változatának fordításán alapul.  Az eredeti cikk szerkesztőit annak laptörténete sorolja fel. Ez a jelzés csupán a megfogalmazás eredetét és a szerzői jogokat jelzi, nem szolgál a cikkben szereplő információk forrásmegjelöléseként.